# Тролисна валвула
Тролисна валвула (лат. valvula tricuspidalis)  је  анатомске структура срца која се састоји од три листића, прстена, потпорних хордае тендинеае и папиларних мишића. Преткоморска и коморска мишићна масе, ткиво проводног система и потпорна структура фиброеластичног срчаног скелета омогућавају координирано деловање трикуспидалног залистка.

## Називи
Тролисна валвула, десна атриовентрикуларна валвула, трикуспидална валвула, тролисни залистак (лат.  valvula tricuspidalis ).
Трикуспидални залистак се често назива "заборављени залистак" или "изгубљени залистак", јер је недовољно проучаван у односу на друге срчане залистке и варијације у анатомским структурама које су објављене литератури.  док се наводи да има од 2 до 9 папиларних мишића.

## Релевантна анатомија
Трикуспидална валвула или тролисни залистак (лат. valvula tricuspidalis), регулише проток крви између десне преткоморе и десне коморе. Анатомија комплекс десне атриовентрикуларне валвуле обухвата следеће:
- Три листића или клапни залистка или вентила (иако је описано само два и чак шест листића): предњег (А) задњег (P) и септалног (S), Септални залистак је најмањи,  и повезан је са кратким хордама уз преградни зид, и одговарајући папиларни мишић. Предњи и задњи залисци су већи.
- Анулус
- Потпорне хорде тендинеае
- Папиларни мишић, чији број  одговара броју залистака (предњи, септални и задњи папиларни мишић)

Координисано деловање трикуспидалног залистка омогућавају атријалне и вентрикуларне масе, ткиво проводног система и потпорна структура фиброеластичног срчаног скелета.
Трикуспидални залистак се често назива "заборављени залистак" или "изгубљени залистак", јер је недовољно проучен у односу на друге срчане залистке; чије варијације у анатомским структурама су пријављене у литератури. За трикуспидални залистак се обично наводи да има само 2 до чак 6 листића, а  наводи се и да има од 2 до 9 папиларних мишића.
Трикуспидални залистак се налази између десне преткоморе и десне коморе и има површину вентила од 4-6 цм2. Залистак је скоро окомит и налази се приближно 45° у односу на сагиталну раван. Сам залистак је благо нагнут према вертикали тако да су ивице залистка антеросупериорне, инфериорне и септалне, а квржице су добиле име по овим местима везивања.
Антеросупериорна (предња или инфундибуларна) квржица је највећа квржица од 3 и налази се између артеријксог конуса и атриовентрикуларног отвора. Задња (маргинална) квржица је следећа по величини квржица и добила је име по свом релативном задњем положају и повезана је са задњим аспектом десне коморе. Трећа и најмања квржица, септална (медијална) квржица, причвршћена је за десни и леви фиброзни тригон и атријалну и вентрикуларну септу. Ови фиброзни спојеви чине септални квржица релативно непокретним; стога се већина трикуспидалног прстенастог спуштања одвија дуж ивица предње и задње квржице.   Током дијастоле, главне квржице (предња и задња) се крећу као једра и састају се да би се спојиле са мањим септалним листићем. Дакле, функционално, трикуспидни залистак делује више као бикуспидни залистак.
Трикуспидални субвалвуларни апарат се састоји од предњих, задњих и септалних папиларних мишића и њихових правих тетивних хорда. Лажне хорде могу повезати 2 папиларна мишића, повезати папиларни мишић са зидом коморе или повезати тачке на зидовима комора. Праве хорде обично потичу из апикалне трећине папиларног мишића, али могу потицати и од зидова комора, као што је случај са септалним листићем.
Предњи папиларни мишић је највећи, задњи је често бифидни или трифидни, а септални је најмањи. Ови папиларни мишићи снабдевају хорде за суседне компоненте квржица које их подржавају. Предњи папиларни мишић обезбеђује хорде само за предњи или предњи и септални листич; задњи папиларни мишић обезбеђује хорде за задње и септалне листове; а септални папилар обезбеђује хорде септалним и предњим листићима.  Карактеристично је да септални листић подржавају и хорде које настају из вентрикуларног септума.
Функционално, папиларни мишићи се контрахују непосредно пре почетка систоле десне коморе како би се повећала напетост у хордае тендинае и максимизирала коаптација 3 квржице, чиме се смањује регургитација преко трикуспидалног залистка.

## Ембриологија
Пролиферацијом ендокарда у нивоу атриовентрикуларног отвора формирају се пет ендокардијалних јастучића: на средини отвора предњи и задњи, на његовој левој страни један мањи леви и на десној страни два мања десна (предњи и задњи десни). У шестој недељи се даљим растом предњи и задњи средњи јастучић спајају и деле јединствени атриовентрикуларни отвор на десни и леви атриовентрикуларни отвор.
Латерални делови предњег, задњег и средњег јастучета се спајају и дају десно (лат. cuspis septalis), а лево (лат. cuspis anterio). Лево јастуче ће дати (лат. cuspis posterior valvulae bicuspidalis), а предњи десни јастучић (лат. cuspis anterior), задњи десни (лат. cuspis posterior valvulae tricuspidali). Кусписи валвула су повезани са миокардом комора, при чему током њиховог формирања мишићна влакна која полазе од њихових ивица дају (лат. chordae tendina), на чијим се крајевима развијају папиларни мишићи.
Трикуспидни залистак се формира у 5-6 недељама ембрионалног развоја. Након што се атриовентрикуларни (АВ) ендокардни јастучићи споје, сваки атриовентрикуларни отвор је окружен локалним пролиферацијама мезенхимског ткива, из којег се формирају атриовентрикуларни залистци и причвршћени су за зид коморе мишићним тракама. Коначно, мишићно ткиво у врпци дегенерише и замењује се густим везивним ткивом са самим залистком прекривеним ендокардијумом.
Лист атриовентрикуларне валвуле се формира преклопом или дуплирањем ендокарда; густо везивно ткивно језгро чини централни део крила валвуле. Горња или преткоморска површина залистка је дебела и подсећа на ендокардијум прекомора, а доња или коморска површина залистка је танка и подсећа на вентрикуларни ендокардијум.

## Галерија
- Трикуспидна валвула. Дубока дисекција.
- Трикуспидна валвула означена жутом бојом.
- Дијаграм трикуспидалне инсуфицијенције/регургитације. Означено црном стрелицом.

## Патофизиолошке варијанте

### Ебштенова аномалија
Епштенова аномалија се јавља код отприлике 1 од 200.000 живорођених, чини мање од 1% свих урођених срчаних обољења и повезана је са употребом литијума код мајке током првог триместра трудноће.
Ебштенову аномалију карактерише следеће промене:
- приањање септалних и задњих листића за миокард који лежи испод;
- апикално померање функционалног анулуса;
- дилатација "атријализованог" дела десне коморе са стањивањем зида;
- редунданција, фенестрација и везивање предњег листича; и
- дилатација правог трикуспидалног прстена.

### Трикуспидална атрезија
Трикуспидална атрезија се може дефинисати као урођено одсуство или агенеза трикуспидалног залистка. Она је трећи најчешћи узрок цијанотичних урођених срчаних мана.
Постоји 6 облика трикуспидалне атрезије са различитом основном анатомском патологијом.

### Урођена трикуспидална стеноза
Конгенитална трикуспидна стеноза има неколико манифестација. Трикуспидални залистак може имати непотпуно развијене листиће, скраћене или деформисане хорде, мале прстенове, абнормалну величину и број папиларних мишића или било коју комбинацију ових дефеката.
Конгенитална трикуспидна стеноза је ретка и обично је повезана са другим аномалијама, као што су тешка плућна стеноза или атрезија и секундарна хипоплазија десне коморе.

### Урођени расцеп предњег листа
Урођени расцеп предњег листа трикуспидалног залиска је реткост и обично је повезан са перимембранозним дефектима коморске преграде, стенозом плућне валвуле или дефектом преткоморске преграде.